# Rheum nanum
Rheum nanum är en slideväxtart som beskrevs av Sievers och Pall.. Rheum nanum ingår i släktet rabarbersläktet, och familjen slideväxter. Inga underarter finns listade i Catalogue of Life.